# アオムネショウビン
アオムネショウビン（学名：Halcyon malimbica）は、ブッポウソウ目カワセミ科に分類される鳥類の一種。

## 形態
全長約25cm。

## 分布
西アフリカの熱帯地方に広く分布する。

## 生態
大きな昆虫、節足動物、魚、およびカエルを捕食するが、油やしの果実も食べる。